# Ligne ferroviaire de Mauá

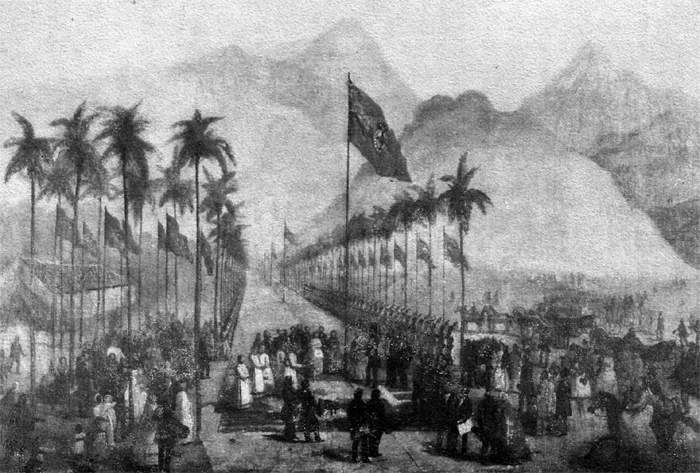
Pose de la première pierre le 29 août 1852, en présence de Pedro II du Brésil.

La ligne ferroviaire de Mauá (en portugais : Estrada de Ferro Mauá) est la première ligne de chemin de fer construite au Brésil. Inaugurée le 30 avril 1854, elle était située dans la municipalité de Magé, dans l'État de Rio de Janeiro, et reliait le port de Mauá au quartier de Fragoso (pt). Elle a été construite sous l'impulsion de l'entrepreneur brésilien Irineu Evangelista de Sousa.
Seul le petit tronçon entre Piabetá et Vila Inhomirim est exploité par des trains de banlieue par Supervia (ligne de Vila Inhomirim (pt)).

## Historique
Décidée en 1852, la ligne est ouverte en 1853 à l'écartement de 1 676 mm. L'extension à Raiz da Serra (Vila Inhomirim (pt)) a eu lieu le 16 décembre 1856. La ligne est convertie à l'écartement métrique en 1883. En 1962, la circulation entre Pacobaíba et Piabetá a été supprimée. En 1964, le tronçon de Vila Inhomirim à Três Rios a été désactivé. 
En 1988, elle est réunie au réseau des trains de banlieue de Rio de Janeiro.

## Exploitation actuelle
Seul le petit tronçon entre Piabetá et Vila Inhomirim est exploité par des trains de banlieue par Supervia, dans une extension de sa ligne de Vila Inhomirim (pt) qui se termine à Saracuruna (pt)).